# Branko Borojević
Branko Borojević, hrvaški komunist, prvoborec, partizan in general, * 21. november 1919, † 13. april 1982.
Generalpolkovnik Borojević se je pridružil Narodnoosvobodilnemu boju leta 1941 in istega leta tudi vstopil v Komunistično partijo Jugoslavije.
Njegov brat dvojček je bil agronom in akademik Slavko Borojević.